# James Wilson Robertson
James Wilson Robertson, né le 27 octobre 1899 à Broughty Ferry (en) en Écosse et mort le 23 septembre 1983 au Royaume-Uni, est un haut fonctionnaire britannique qui a été le dernier gouverneur général du Nigeria (en) de 1955 à 1960.

## Biographie
Il a fait ses études à l'École Merchiston Castle d'Édimbourg et au Balliol College d'Oxford. Il a servi une commission dans l'armée britannique avec les Gordon Highlanders et les Black Watch. Il a reçu un doctorat en droit (LL.D.) de l'université de Leeds en 1961.

### Carrière
Après Oxford, il rejoint le service politique du Soudan anglo-égyptien de 1922 à 1953, avec des affectations dans les provinces du Nil Bleu, du Nil Blanc, de Fung et de Kordofan, et il est secrétaire civil de 1945 à 1953. Il est ensuite envoyé en Guyane britannique en janvier 1954 par Oliver Lyttelton, alors secrétaire d'État aux Colonies, pour rédiger le rapport de la commission Robertson afin d'enquêter sur la crise actuelle dans le pays due à l'élection du Parti populaire progressiste, considéré comme trop proche des organisations communistes, ce qui a conduit à la suspension de la constitution.
Il est ensuite envoyé au Nigeria en raison de son bon travail. Il fut gouverneur général du 15 juin 1955 au 16 novembre 1960 (représentant la Reine en tant que chef d'État du 1er octobre au 16 novembre 1960).

### Famille
Son frère était Ian Robertson, Lord Robertson, dont la fille Sally a épousé Nick Kuenssberg OBE. Sa petite-nièce Laura Kuenssberg est journaliste. Sa première femme était Anne Mueller.

## Écrits
Roberston a écrit un mémoire, Transition in Africa : From Direct Rule to Independence, publié par Hurst, Londres, en 1974, qui rend compte de ses presque 40 années passées en Afrique. Il fournit des détails à la fois sur sa vie administrative et sur ses observations personnelles. Dans un dernier chapitre, "Réflexions", il rend compte de l'effondrement et de la désintégration rapides d'une grande partie de ce que lui et ses collègues serviteurs britanniques de l'Empire avaient construit non seulement au Soudan et au Nigeria, mais dans tous les anciens territoires coloniaux africains de la Grande-Bretagne. Commentant l'inquiétude des étrangers concernant les difficultés de l'après-indépendance, il a observé : "Des Américains m'ont demandé : "Pourquoi êtes-vous parti si tôt, avant que les territoires coloniaux ne soient prêts à se gouverner eux-mêmes ?". Et lorsque j'ai répondu : " En partie, j'en suis sûr, à cause de la pression que vous avez exercée sur nous pour que nous partions ", [ils] ont répondu qu'ils ne savaient pas alors ce qu'ils savent maintenant, et que nous aurions dû résister à leur pression. " (p. 253)
Robertson a apporté une contribution notable à un symposium organisé à Oxford en 1978, Transfer of Power : the Colonial Administrator in the Age of De-colonisation, édité par A. H. M. Kirk-Greene (publié, en 1979, par le Inter-Faculty Committee for African Studies, Université d'Oxford), en particulier son "The Governor as the Man in the Middle", (pp. 38-43) ; et "Summary of Discussion", (pp. 50-59). Le dernier des proconsuls : Letters of Sir James Robertson, édité par Graham F. Thomas, a été publié en 1994. Il s'agit d'une collection de lettres que Robertson a envoyées à Thomas pendant 40 ans, portant principalement sur les problèmes survenus vers la fin de l'Empire britannique.